# Harold Vásquez-Castañeda
Harold Vásquez-Castañeda (Cali, 1964) es un compositor y pedagogo colombiano ganador en 1998 del Premio Nacional de Composición otorgado por el Ministerio de Cultura Colombiano. Fue alumno de Éric Gaudibert en el Conservatoire Populaire de Genève.